# Zumpango del Río
Zumpango del Río är en ort i Mexiko.   Den ligger i kommunen Eduardo Neri och delstaten Guerrero, i den södra delen av landet, 200 km söder om huvudstaden Mexico City. Zumpango del Río ligger 1 040 meter över havet och antalet invånare är 21 143.
Terrängen runt Zumpango del Río är huvudsakligen kuperad, men åt sydväst är den bergig. Zumpango del Río ligger nere i en dal. Runt Zumpango del Río är det ganska tätbefolkat, med 80 invånare per kvadratkilometer. Närmaste större samhälle är Chilpancingo de los Bravo, 11,7 km söder om Zumpango del Río. I omgivningarna runt Zumpango del Río växer huvudsakligen savannskog.